# I, Claudius (pel·lícula)
I, Claudius és una adaptació cinematogràfica inacabada de 1937 de les novel·les Jo, Claudi (1934) i Claudi el Déu  (1935) de Robert Graves. Produïda per Alexander Korda, la pel·lícula va ser dirigida per Josef von Sternberg, amb Charles Laughton al paper principal. La producció va ser perseguida per circumstàncies adverses, que va culminar amb un accident de cotxe que va implicar la seva coprotagonista Merle Oberon que va provocar que el rodatge s'acabés abans de finalitzar. Les imatges de la producció es van incorporar a un documental de 1965 sobre la realització de la pel·lícula The Epic That Never Was.

## Producció
I, Claudius va ser una producció d'Alexander Korda, dirigida per Josef von Sternberg i protagonitzada per Charles Laughton (com a Claudi), Emlyn Williams (com a Calígula), Flora Robson (com a Lívia), i Merle Oberon (com a Messalina). També hi havia Allan Aynesworth (com el senador Asiàtic) i John Clements (com a Valent). Altres parts que parlaven incloïen el servent de Claudi Narcís, el metge de Claudi Xenofont, el senador Senti i els soldats Cassi i Llop. Laughton va basar la seva interpretació de Claudi en el Rei Eduard VIII i el seu discurs d'abdicació.
La producció va ser perseguida per "males circumstàncies". Oberon va resultar ferida en un accident de cotxe el 16 de març de 1937, patint talls facials i una lleu commoció cerebral. El 26 de març de 1937, es va anunciar que la pel·lícula era abandonada. Van sorgir les sospites que l'accident es va utilitzar com a pretext per cancel·lar la producció problemàtica en pocs dies, quan la columnista Sheilah Graham va informar que les baralles entre Korda i Laughton sobre la interpretació de Laughton de Claudi va ser "la veritable raó per la qual s'ha aturat el treball a la pel·lícula, no les greus lesions suposadament patides per la protagonista, Merle Oberon, en un accident de cotxe a Londres". London Films va rebre 80.000 £ d'indemnització per Prudential Insurance que va reduir les pèrdues de producció.
Un esquema per fer ús del metratge I, Claudius incorporant-lo a The Denham Studio Mystery, una proposta de seqüela de The Arsenal Stadium Mystery (1939), va fracassar.

## Repartiment
- Charles Laughton com a Claudi
- Merle Oberon com a Messalina
- Flora Robson com a Lívia
- Emlyn Williams com a Calígula
- Robert Newton com a Cassi
- Allan Aynesworth com a Asiàtic, Senador
- John Clements com a Valent
- Leonora Corbett com a Cesònia
- Roy Emerton com a August
- Gina Evans com a Verge Vestal
- Frank Forbes-Robertson com a Llop, capità de la guàrdia
- Basil Gill com Xenofont de Cos, metge de Claudi
- Morland Graham com Halotus, mestre de la cada de Lívia
- Everley Gregg com a Domícia Lèpida, mare de Messalina
- Lyn Harding com a Vespasià
- Allan Jeayes com a Musa, metge de Lívia

## The Epic That Never Was
La realització de I, Claudius és el tema del documental de televisió de la BBC de 1965, The Epic That Never Was. Presentada per Dirk Bogarde, la pel·lícula utilitza presses inèdites de la pel·lícula, visió contemporània dels abandonats Denham Film Studios i entrevistes modernes amb Robert Graves, Merle Oberon, Flora Robson, Josef von Sternberg, Emlyn Williams. i dissenyador de vestuari John Armstrong. La pel·lícula de 75 minuts incorpora dues escenes ampliades amb Laughton; escenes més breus amb Emlyn Williams, Robert Newton, Flora Robson i Merle Oberon; escenes multitudinàries que presenten seixanta verges vestals, una exageració cinematogràfica de les sis tradicionals; i vistes dels opulents platós de Vincent Korda.
"Si aquesta hauria estat una de les grans pel·lícules de von Sternberg, simplement no ho sé", va escriure Roger Greenspun de The New York Times després que el documental es projectés com a part del Festival de Cinema de Nova York de 1969.
| « | Alguna cosa en el modelatge controlat de la llum sobre els rostres de Merle Oberon i Emlyn Williams suggereix que aquesta podria haver estat una pel·lícula magnífica i que la seva pèrdua és real i molt trista. … Per un admirable truc del destí, les imatges de von Sternberg de 1937 han ascendit a una llum atemporal, mentre que l'estil del documental de 1965 ha datat com una bogeria. Si heu de perdre el vostre millor projecte, potser aquesta és la manera de fer-ho. | » |

"Una cosa veritablement esquinçadora va ser la pèrdua de la versió de 1937 de I, Claudius, amb Charles Laughton com el coixejant, tartamudejant i intensament admirable que aviat serà emperador romà Claudius", va escriure Warren Clements de The Globe and Mail. Va anomenar les presses originals vistes al documental de la BBC "dolorosament meravelloses".
A Senses of Cinema, l'estudiós de cinema Robert Keser va escriure que,
| « | les seqüències supervivents que s'inclouen sí que suggereixen que s'estava duent a terme un treball inusualment ambiciós tant de bellesa lluminosa com de psicologia despietada. Dirk Bogarde conclou la seva narració preguntant-se qui més faria un altre intent de filmar I, Claudius, plantejant la ironia final que tot just una dècada més tard, el 1976, la mateixa BBC produiria la seva versió televisiva d'una intensitat memorable i perfectament reproduïda. | » |

The Epic That Never Was s'inclou com a característica addicional a la caixa d'Acorn DVD de la sèrie de la BBC Jo, Claudi, i inclou més de 20 minuts de metratge original de la pel·lícula inacabada de 1937.